# 幸福論 (椎名林檎單曲)
《幸福論》（幸福論，Koufukuron／A View of Happiness）是日本音樂家椎名林檎的第一張單曲，幸福論（8cm盤）盤由東芝EMI／East World於1998年5月27日發行，當時並未進榜。而幸福論（12cm盤）在1999年10月27日與第四張單曲《本能》一同發行。在12cm盤的版本中，不但多了『時光奔馳』這首歌曲，而且還發行初回生產限定盤，內附「自製手錶抽選券」。在跨業合作部分，A面歌曲「幸福論」則成為TBS電視台綜藝節目‘Ainohinadan（愛のヒナ壇）’的主題曲。
在單曲銷售成績上，幸福論（8cm盤）的銷售成績在當時並未能進入日本Oricon銷售榜。不過，幸福論（12cm盤）最高曾名列單週第10名。而在日本唱片協會所公佈的RIAJ數位下載榜中，歌曲「幸福論」最高曾名列單週第92名。在銷售認證上，單曲《幸福論》銷售突破20萬張，在1999年12月通過日本唱片協會認定為金唱片。

## 單曲概要
《幸福論》是椎名林檎的出道作品，但椎名林檎其實是希望用首張專輯《無限償還》中的歌曲「警告」或是後來引起轟動的歌曲「石膏」作為出道作品。她甚至表示：「如果以這兩首歌曲做為出道曲，那我的狀態將會完全不同。」另外，她也表示第二首歌「溜滑梯」及第二張單曲的主打歌「歌舞伎町的女王」也很適合作為出道曲。但唱片公司很擔心她的歌唱事業會像「溜滑梯」一樣一路下滑，因此她只好接受這個事實。
換句話說，椎名林檎一開始並未全心全力的投入單曲《幸福論》的製作，主要原因是椎名林檎並沒有實際的自主權，只能聽從唱片公司的決定。她表示如果有自主權的話，她會用不同的方式錄製《幸福論》，而不是採用原本樣本唱片的方式錄製。之後，由於單曲《幸福論》的成功讓椎名林檎得到新的製作班底，事情出現了轉機。
歌曲「幸福論」在之後發行的首張專輯《無限償還》中以「幸福論（悦樂篇）」為名收錄，單曲的版本並沒有收入在任何原創專輯中。而B面歌曲「溜滑梯」和「時光奔馳」則是收錄在2008年7月2日發行的十周年的精選合輯《我·放電》中。
在單曲發售時程上，本張單曲於1998年5月27日在日本發行8cm的版本，之後12cm的版本於1999年10月27日與第四張單曲《本能》一同發行，台灣則是等到2000年8月1日發行單曲。至於單曲的封面則有兩種版本，8cm版本的單曲封面是椎名林檎18歲時穿水手服抱吉他的照片，而12cm版本則是12歲時椎名林檎一家人全家海邊出遊的圖片。
最後，在單曲銷售成績方面，幸福論（8cm盤）的銷售成績在當時並未能進入日本Oricon銷售榜。不過，幸福論（12cm盤）則在發行當週以4萬張的銷售量在Oricon銷售榜上位居第10名，總計在Oriocn銷售榜上榜25週，累積銷售達26.1萬張。同時，單曲銷售突破20萬張，在1999年12月通過日本唱片協會認定為金唱片。而在日本唱片協會所公佈的RIAJ數位下載榜中，歌曲「幸福論」最高曾名列單週第92名。

### 音樂錄影帶

椎名林檎裝死的意象

在歌曲「幸福論」的音樂錄影帶中，導演Usuihiroshi讓椎名林檎穿著水手服的裝扮，背上裝著一對天使翅膀，卻在灑滿一地蘋果的街道旁裝死，又死而復生，椎名林檎覺得導演這樣的安排很有趣。
但或許蘋果除了代表林檎外，說不定是代表「幸福」，因為當蘋果掉落時，成功的吸引所有人的目光，也捉弄了所有人，嘲笑他們固有所謂的「幸福」，但其實就如同歌詞所說的「幸福其實近在眼前」。
另外一方面，椎名林檎還曾將自己的想法寫在小紙條上給導演參考，包括樂團彈奏歌曲「幸福論」的片段、椎名林檎穿著水手服騎單車與超市買東西三人組的場面。但椎名林檎也表示這是她第一次拍攝音樂錄影帶，又穿著自己的衣服拍攝，讓她十分緊張。
而在2011年11月11日在朝日電視台音樂節目「Music Station」的特別單元「1999年11月第二週 BEST 10」中，播出「幸福論」的音樂錄影帶。而日本小學生在看過音樂錄影帶後紛紛表示椎名林檎的聲音很好聽，不過造型蠻像日本卡通櫻桃小丸子。

### 跨業合作
- 「幸福論」

（TBS電視台）綜藝節目‘Ainohinadan（愛のヒナ壇）’的主題曲

## 曲目
| 椎名林檎【幸福論】8cm | 椎名林檎【幸福論】8cm | 椎名林檎【幸福論】8cm | 椎名林檎【幸福論】8cm |
| 曲序                  | 曲目                  | 編曲                  | 时长                  |
| --------------------- | --------------------- | --------------------- | --------------------- |
| 1.                    | 幸福論                | 龜田誠治              | 3:37                  |
| 2.                    | 溜滑梯                | 龜田誠治              | 4:01                  |
| 总时长：              | 总时长：              | 总时长：              | 7:38                  |

| 椎名林檎【幸福論】12cm | 椎名林檎【幸福論】12cm | 椎名林檎【幸福論】12cm | 椎名林檎【幸福論】12cm |
| 曲序                   | 曲目                   | 編曲                   | 时长                   |
| ---------------------- | ---------------------- | ---------------------- | ---------------------- |
| 1.                     | 幸福論                 | 龜田誠治               | 3:37                   |
| 2.                     | 溜滑梯                 | 龜田誠治               | 4:01                   |
| 3.                     | 時光奔馳               | 椎名林檎、龜田誠治     | 5:10                   |
| 总时长：               | 总时长：               | 总时长：               | 12:52                  |

### 曲目介紹
1. 幸福論（日語：幸福論）　
  - 無收錄於專輯中

歌曲的創作靈感是來自於在福岡男友，而歌詞中也反應了椎名林檎對未來戀情的擔憂，但最後一句：「光是你活在當下的這件事實就已經是我的幸福」，展現其對愛情的忠貞。
在《無限償還》專輯中，被製作成悅樂篇收錄。
2. 溜滑梯（日語：すべりだい）　
  - 收錄於《我‧放電》專輯中

因為「幸福論」是首積極樂觀的歌曲，因此椎名林檎將較為悲傷的「溜滑梯」一同放入單曲以求平衡[7]。
目前也只有在《(生)林檎博'08 〜10周年記念祭〜》、《雙六高潮》中有演唱過。
3. 時光奔馳（日語：時が暴走する）
  - 12cm盤收錄曲目
  - 收錄於《我‧放電》專輯中

椎名林檎彈奏鋼琴及村石雅行（日语：村石雅行）擔任爵士鼓鼓手，加上雷、雨的混音而成的歌曲，曲中椎名林檎別有心裁地插入了莫扎特的A大調鋼琴奏鳴曲KV331第一樂章第一主題的片段。此首歌最先是在《RISING SUN ROCK FESTIVAL 1999 in EZO》演唱會上，與齋藤毅（日语：斎藤ネコ）兩人合作的曲目，之後再收錄於12cm盤中。

## 演出人員及後製
| 一 幸福論 ⓟ1998 二 溜滑梯 ⓟ1998 | 三 時光奔馳 ⓟ1999 後製資訊 |

## 幸福論歌曲版本
| 曲名             | 收錄專輯 | 年份   | 編曲     | 其他資訊                                                |
| ---------------- | -------- | ------ | -------- | ------------------------------------------------------- |
| 幸福論           | 幸福論   | 1998年 | 龜田誠治 | 為洋溢著青春的輕快歌曲                                  |
| 幸福論（悅樂編） | 無限償還 | 1999年 | 龜田誠治 | 以擴音器演唱歌曲，成為其招牌 日本三得利公司廣告的主題曲 |

## 銷售排行

### Oricon 銷售榜(日本)
《幸福論》8cm盤於1998年5月27日發行，但當時並未進榜。12cm盤於一年後的1999年10月27日發行單曲，發行首週，在日本公信榜Oricon的單曲榜1999年11月第2週付的榜單中以40,150張銷售量居單週第十名。同週第一名是銷售量突破30萬大關的日本搖滾樂團彩虹樂團所發行的單曲「LOVE FLIES」，而椎名林檎同時發售的單曲《本能》則以23.8萬張位居第二名。第二週則以銷售量24,870張位居16位。雖然起步成績不算好，但銷售成績猶如倒吃甘蔗，《幸福論》12cm盤總共在日本公信榜Oricon的單曲榜上榜25週，累積銷售達26.1萬張。
| 名稱                          | Oricon銷售榜 | 初登場 | 初登場  | 最高  | 最高    | 總銷售量 | 累積上榜次數 |
| 名稱                          | Oricon銷售榜 | 排 行  | 銷售量  | 排 行 | 銷售量  | 總銷售量 | 累積上榜次數 |
| ----------------------------- | ------------ | ------ | ------- | ----- | ------- | -------- | ------------ |
| 1999年10月27日 幸福論(12cm盤) | 週銷售排行榜 | #10    | 40,150  | #10   | 40,150  | 261,090  | 25週         |
| 1999年10月27日 幸福論(12cm盤) | 月銷售排行榜 | #15    | 128,770 | #15   | 128,770 | 261,090  | 25週         |
| 1999年10月27日 幸福論(12cm盤) | 年銷售排行榜 | -      | -       | -     | -       | 261,090  | 25週         |

### 其他銷售榜
| 排行榜名稱            | 最高排名 |
| --------------------- | -------- |
| (日本) CDTV Top 100   | #10      |
| (日本) RIAJ數位下載榜 | #92      |

### 銷售認證
| 認證單位              | 銷量             |
| --------------------- | ---------------- |
| (日本) RIAJ：單曲銷售 | 金唱片 (200,000) |

## 發行歷史
| 國家 | 發行日期       | 發行形式             | 唱片公司            | 商品編號   |
| ---- | -------------- | -------------------- | ------------------- | ---------- |
| 日本 | 1998年5月27日  | CD(8cm)              | 東芝EMI／East World | TODT-5144  |
| 日本 | 1999年10月27日 | CD(12cm)             | 東芝EMI／East World | TOCT-22011 |
| 台灣 | 2000年8月1日   | CD(進口初回盤、12cm) | 東芝EMI／East World | TOCT-22011 |
| 台灣 | 2000年8月1日   | CD(台壓盤、8cm)      | 科藝百代            | -          |

## 脚注